# Лапин, Сергей Андреевич
Сергей Андреевич Лапин (род. 20 апреля 1996, Ангарск, Иркутская область) — российский хоккеист, нападающий.

## Биография
До 12 лет я играл в школе ангарского «Ермака», затем перешёл в «Неву» (Санкт-Петербург), куда его пригласил первый тренер Сергей Яровой, ранее перешедший туда. В сезонах 2013/14 — 2014/15 играл за команду МХЛ «Серебряные львы». Сезон 2015/16 начал в команде МХЛ «СКА-1946», в октябре перешёл в «Северсталь» и до конца сезона выступал в МХЛ за «Алмаз». В следующем сезоне дебютировал в КХЛ, проведя 20 матчей за «Северсталь», также играл за «Алмаз» — 24 матча и «Ижсталь» — пять матчей в ВХЛ. В сезоне 2017/18 сыграл 37 матчей за «Ижсталь» и два — за «Северсталь». В следующем сезоне провёл за «Северсталь» 20 матчей, и перед Новым годом клуб расторг контракт. Остаток сезона Лапин провёл в клубе ВХЛ «Лада» Тольятти. Перед сезоном 2019/20 перешёл в ЦСКА, стал играть за команду ВХЛ «Звезда». 1 мая 2020 года подписал с клубом однолетний двусторонний контракт. 24 декабря 2021 года вместе с Владиславом Барулиным перешёл в хабаровский «Амур». До конца сезона провёл 13 матчей за фарм-клуб «Сокол» Красноярск в ВХЛ, со следующего сезона стал выступать в КХЛ. 5 июня 2024 года подписал с «Амуром» однолетний двусторонний контракт.